# Пиедимонте Матезе
Пиедимо̀нте Матѐзе (на италиански: Piedimonte Matese, до 1974 г. Piedimonte d'Alife, Пиедимонте д'Алифе) е град и община в Южна Италия, провинция Казерта, регион Кампания. Разположен е на 150 m надморска височина. Населението на общината е 11 376 души (към 2010 г.).